# جف فورتنبری
جف فورتنبری (به انگلیسی: Jeff Fortenberry) نمایندهٔ حوزه انتخابیه اول نبراسکا از حزب جمهوری‌خواه ایالات متحده آمریکا در مجلس نمایندگان ایالات متحده آمریکا است که برای نخستین‌بار در ۱۰ ژانویه ۲۰۰۵ میلادی به‌عضویت این مجلس درآمد.